# Kallobombus
Kallobombus es un subgénero de abejorro Bombus, solo con una especie, Bombus soroeensis o abejorro de cinturon roto. Se distribuye en toda Europa, en el noroeste de Marruecos, en Afganistán y en Rusia. Habitan en praderas abiertas y en prados de montaña donde anidan bajo tierra. Su lengua es corta, por lo que solo pueden visitar flores con poca profundidad.